# Julien-David Le Roy
Pour les articles homonymes, voir Le Roy.

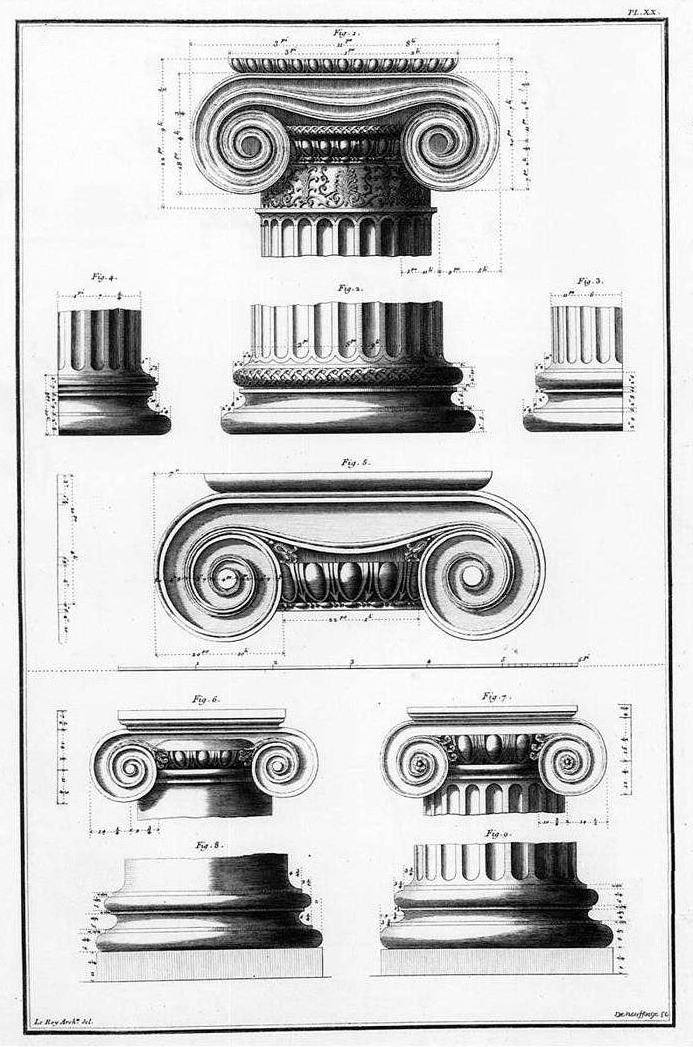
Illustration pour l’ordre ionique dans Les Ruines des plus beaux monuments de la Grèce.

Julien-David Le Roy, architecte, né à Paris le 6 mai 1724 où il est mort le 28 janvier 1803.
Fils de Julien Le Roy, il est l'élève de Denis Jossenay et Louis-Adam Loriot à l'Académie d'architecture.

## Biographie

### Années d'apprentissage à Rome et en Grèce
En 1749, Julien-David Le Roy remporte un second prix pour un Temple de la Paix, sujet donné à la suite du traité d'Aix-la-Chapelle.
Grand prix d’architecture en 1750 pour une Orangerie voutée, il séjourne à Rome où il dessine le palais Farnèse.
Souhaitant participer à des recherches archéologiques et apprenant que les Anglais Stuart et Revett faisaient des relevés des antiquités d'Athènes, lui vient l'idée de s'y rendre avec l'aide financière de son père, lequel en parla à M. de Marigny, directeur des bâtiments du roi. Le Roy avertit aussi M. Peyrotte, chargé d'Affaires de France auprès de la Sublime Porte (actuelle Turquie), de son souhait d'aller à Athènes.
Jusqu'alors on ne connaissait Athènes que par des descriptions du médecin lyonnais Jacob Spon, du gentilhomme anglais George Wheler et des dessins d'un artiste accompagnant le marquis de Nointel datant de 1674, c'est-à-dire, après l'explosion des Propylées vers 1645 et avant celle du Parthénon en 1687.
Parti de Venise, le 5 mai 1754, et fort des recommandations du marquis de Voyer auprès du consul de France Léoson, il se rendit à Constantinople pour obtenir des sauf-conduits. Il repartit pour Athènes en passant par les Cyclades. Il y arriva le 1er février 1755. Grâce aux connaissances des Capucins présents à Athènes dont ils avaient établi un plan, il fit les relevés des différents monuments en se servant des descriptions de Pausanias pour les identifier : l'Acropole, le théâtre, le monument de Thrasyllus, la bibliothèque d'Hadrien, le stade, l'Odéon, l'aqueduc d'Hadrien, le monument de Lysicrate ou Lanterne de Démosthène, la Tour des Vents, l'arc d'Hadrien, le monument de Philopappos, le temple de Jupiter Olympien. Il continue son voyage par Le Pirée, Sounion, Corinthe, Thorikos, Sparte et Délos. Après ses visites en Italie et en Grèce, il repassa par Rome, puis retourna en France en juillet 1755. Ses dessins ayant intéressé le comte de Caylus, ce dernier va diriger la publication de l'ouvrage Les Ruines des plus beaux Monuments de la Grèce qui parait en 1758. Cette parution fait de Le Roy le père de la science hellénique française. Elle sera suivie par l'édition de deux copies de mauvaises qualités par Stuart et Revett à Londres en 1759 et à Augsbourg en 1764.

### Membre de l'Académie royale d'architecture et professeur
En 1758, Le Roy devient membre de l'Académie royale d'architecture. Il est nommé historiographe de l'Académie royale d'architecture en 1762. Il est adjoint à Jacques-François Blondel.
Dans son livre, Le Roy défend la supériorité de l’Antiquité sur le Moyen Âge : « s'il est douteux qu'un sauvage de l'Amérique préférât l'architecture grecque à l'architecture gothique, il est certain qu'un homme doué d'un jugement sain et d'organes délicats … serait affecté plus agréablement par les monuments de l'architecture grecque que tout autre espèce d'architecture ».
Il accorde aussi la primauté aux Grecs sur les Romains, ce qui lui valut une violente critique du Piranèse.
L'année de la parution de son Histoire de la disposition et des formes que les chrétiens ont données à leurs temples depuis le règne de Constantin jusqu'à nous, 1764, Louis XV pose la première pierre de l'église Sainte-Geneviève.
Dans ce deuxième livre, il montre l'évolution des églises chrétiennes et la genèse de l'église parfaite qui allait se construire. Il compare Sainte-Sophie de Constantinople à la basilique Saint-Marc de Venise. Il suit l'évolution des dômes de Brunelleschi à Michel-Ange. Admire le travail de Jules Hardouin-Mansart à la chapelle du château de Versailles.
Entre 1764 et 1770, il devient le conseiller artistique du marquis Marc-René de Voyer d'Argenson, marquis de Voyer, dans ses chantiers de l'hôtel de Voyer à Paris, dit aussi Chancellerie d'Orléans, et du château des Ormes en Touraine. Chantiers qui furent dirigés par l'architecte du roi Charles De Wailly, ami de Le Roy. Le Roy conseille ainsi le marquis dans la physionomie des cariatides de la salle à manger de son hôtel, telles qu'il avait pu les observer en Grèce et les analyser dans ses lectures des auteurs grecs et latins. Cariatides qui furent réalisées par le sculpteur du roi Augustin Pajou. Le Roy orienta aussi le marquis de Voyer dans le profil de la corniche de la grange-écurie de son domaine des Ormes, confiée en 1767-1769 par De Wailly à son jeune élève Bernard Poyet. Enfin, Le Roy guida le marquis de Voyer et De Wailly dans la distribution et la décoration intérieures du château des Ormes. Ces éléments inédits ont été découverts par l'historien de l'art, Philippe Cachau à l'occasion de recherches sur les décors de l'hôtel d'Argenson à Paris en 2013. Il est en effet retombé sur la correspondance inédite du marquis de Voyer avec Le Roy qu'il publie dans Le Journal des Savants en 2020. Correspondance dans lequel ce dernier confesse ses goûts, ses angoisses, ses aspirations et l'amitié privilégiée qui le lie au marquis. Le Roy se révèle aussi, comme le marquis, l'ami du grand architecte britannique, William Chambers. Voyer et Le Roy sont en effet deux grands anglophiles. Si Le Roy prodigua ses conseils à d'autres personnalités parisiennes, le marquis de Voyer fut assurément son interlocuteur privilégié en tant qu'un des grands mécènes du temps. Les deux hommes étaient liés par des origines tourangelles communes (Paulmy et Argenson pour Voyer, Descartes et Tours pour Le Roy).
En 1770, Leroy publie la seconde édition des Ruines des plus beaux monuments de la Grèce. Il répond aux critiques de Stuart, établit une typologie de l'ordre dorique et construit des restitutions idéales en appliquant les textes des descriptions de Pausanias à ses relevés de bâtiments, en particulier les Propylées d'Athènes. Ce faisant, Le Roy inaugure ce qui va devenir les envois de Rome pour les pensionnaires de la villa Médicis.
En 1773, il présente un projet pour le nouvel Hôtel-Dieu. Les plans en ont été faits probablement suivant les indications de son frère, Charles Le Roy (1726-1779), médecin à Montpellier. Le Roy a choisi d'ordonner les bâtiments « comme les tentes d'un camp ou les pavillons de Marly ». Les savants s'intéressent alors au type d'hôpital pavillonnaire qui avait été réalisé à Plymouth par Alexander Rovehead en 1758-1762. D'autres architectes ont ensuite été consultés par M. de Breteuil : Chalgrin, Ledoux, Poyet.
Il est nommé professeur à l’Académie d'architecture en 1774 après la mort de Blondel. Il a eu plus tard comme adjoints, Jérôme Charles Bellicard (1726-1786) et Mathurin Cherpitel (1736-1809).
Il est nommé à l'Académie des inscriptions et belles-lettres en 1786.
Après la décision de la Convention, en 1793, de fermer de l'Académie d'architecture, il décide, avec Antoine Vaudoyer, d'ouvrir une école d'architecture dans les logements de fonction de Leroy au Louvre. L'école est reconnue par le ministre de l’Intérieur en 1795. La même année, l'Institut est rétabli et les différentes sections de l'Académie des Beaux-arts sont réorganisées.
À sa mort, ses élèves – Vignon, Percier, Lebas, Debret, Bonnevie, Joly, etc. – font frapper, par souscription, une médaille en son honneur. Cette médaille posthume à l'effigie de Leroy fut commandée au graveur Duvivier. Un exemplaire en est conservé au musée Carnavalet (ND 0345).

## Publications
- 1758 : Les Ruines Des Plus Beaux Monuments De La Grèce: Ouvrage Divisé En Deux Parties Où L'On Considere, Dans La Premiere, Ces Monuments Du Côté De L'Histoire ; Et Dans La Seconde, Du Côté De L'Architecture digi.ub.uni-heidelberg.de
- 1764 : Histoire de la disposition et des formes différentes que les chrétiens ont données à leurs temples, depuis le règne de Constantin le Grand, jusqu'à nous Google Livres
- 1770 : Les Ruines Des Plus Beaux Monuments De La Grece Considérées Du Côté De L'Histoire Et Du Côté De L'Architecture; Par M. Le Roy, Historiographe de l'Académie Royale d'Architecture, & de l'Institut de Bologne. Seconde Édition Corrigée Et Augmentée. Tome Premier, Qui Conient Les Ruines Des Monuments Élevés Par Les Athéniens Avant La Fin Du Siècle De Périclés; Avec Un Essai Sur L'Histoire De L'Architecture, Et Une Dissertation Sur La Longueur Du Pied Grec. (Tome Second, Qui Contient Les Ruines Des Monuments Élevés Par Les Athéniens Après La Fin Du Siecle De Périclés, Et Les Antiquités De Corithe Et De Sparte; Avec Un Essai Sur La Théorie De L'Architecture, Et Une Dissertation Sur La Longueur De La Carriere D'Olympie BNF Base Gallica Illustrations
- 1777 : La Marine des anciens peuples expliquées, et considérée par rapport aux lumières qu'on peut en tirer pour perfectionner la Marine moderne avec des figures représentant les vaisseaux de guerre de ces peuples Google Livres
- 1783 : Les navires des anciens, considérés par rapport à leurs voiles, et à l'usage qu'on pourrait en faire dans notre marine. 240 pp., Nyon aîné
- 1786 : Nouvelles recherches sur le vaisseau long des anciens, sur les voiles latines, et sur les moyens d'éviter les dangers que courent les navigateurs. Google Livres
- 1789 : Observations sur les moyens de prévenir à Paris la disette des grains, adressées au Comité des subsistances de l'Assemblée Nationale, servant de suite à diverses lettres écrites à M. Franklin, sur la marine. BNF Base Gallica